# Новоапостольская церковь
Новоапостольская церковь — международная христианская религиозная организация.

## Учение, основные положения
- вера в триединого Бога,
- вера в возможность прощения грехов,
- вера в воскресение из мёртвых,
- вера в то, что управление церковью происходит самим Иисусом Христом через своих посланников — апостолов и других священнослужителей,
- вера в скорое пришествие Иисуса Христа.

## Богослужение
Центром духовной жизни являются богослужения, которые, как правило, проходят два раза в неделю — в воскресенье и в будний день среди недели.
Богослужение протекает как свободная проповедь, построенная на одном или нескольких стихах из Библии. Основными темами проповедей является наставление прихожан на христианский способ жизни, поиск новых духовных сил, радость о будущем детей Божьих, вечное спасение, вечное искупление, чувство защищённости в руке Божией. Кульминацией богослужения является причащение (представляет собой облатку из пресного теста с тремя каплями вина). Последователи причащаются на каждом богослужении. Заканчивается богослужение совместной молитвой и пением троекратного «аминь». Все богослужения сопровождаются пением хора и игрой оркестра .
В церкви приняты три таинства (священнодействия):
- запечатление Святым Духом;
- крещение водой;
- причастие.

В церкви отмечаются следующие церковные праздники: Рождество Христово, Пасха, Троица, День благодарения.

## Структура церкви
18 крупных объединений — апостольских округов, руководителем округа является окружной апостол. Окружные апостолы объединены в коллегиум, во главе с первоапостолом. Административный и духовный центр расположен в Цюрихе. Округа поделены на подокруга, которые делятся на общины.
С Пятидесятницы 2013 года Новоапостольскую церковь возглавляет Жан-Люк Шнайдер. Являясь первоапостолом (положение среди других апостолов сравнимо с положением, которое занимал апостол Пётр), он направляет деятельность церкви из своей резиденции в Цюрихе. Жан-Люк Шнайдер — француз по национальности и девятый первоапостол с момента основания церкви.

## Новоапостольская церковь в России
Дореволюционный период
В дореволюционной литературе можно выделить работы A.C. Пругавина. В них проанализированы социальные истоки вероучения Новоапостольской церкви, даются некоторые представления о богослужебной деятельности Католической апостольской общины (предшественнице Новоапостольской церкви) в Санкт-Петербурге. Кроме того, в книгах приводятся выдержки из бесед автора с первым священнослужителем петербургской общины, которые дают ценный материал для анализа социально-исторических процессов, способствовавших появлению исследуемой религиозной организации. В других изданиях отсутствуют какие-либо сведения о Новоапостольской церкви.
В современной России
В России Новоапостольская церковь ведёт свою деятельность с 1989 года, когда в СССР была организована миссионерская поездка епископа У. Краузе по поручению окружного апостола земли Берлин-Бранденбург Ф. Шредера. У. Краузе посетил города Камышин, Тольятти, Акколь и Красноармейск, где проживает много этнических немцев.

### Распространенность в России
Новоапостольская церковь (всего ок. 100 общин) представлена ныне почти по всей территории России, образуя в отдельных регионах своеобразные зоны концентрации: Мурманская (7), Калининградская (5), Свердловская (9), Тюменская (5) области, Хабаровский край (5).

## Катехизис
В 2012 году Международная Новоапостольская Церковь выпустила свой собственный катехизис.